# Polanowo (powiat słupecki)
Polanowo – wieś w Polsce położona w województwie wielkopolskim, w powiecie słupeckim, w gminie Powidz.
Wieś duchowna, własność kapituły katedralnej gnieźnieńskiej, pod koniec XVI wieku leżała w powiecie gnieźnieńskim województwa kaliskiego. W latach 1975–1998 miejscowość należała administracyjnie do województwa konińskiego.
Częściami miejscowości są: Radunek i Rzymachowo,oraz dawniej Studzieniec, Winiary i Ogrody.
Zobacz też: Polanowo, Polanów